# シャイム (小惑星)
シャイム (10014 Shaim) は小惑星帯に位置する小惑星である。1986年にリュドミーラ・ジュラヴリョーワがクリミア天体物理天文台で発見した。
1959年に西シベリアで最初に油田が発見されたロシアのチュメニ州の町、シャイムから命名された。